# Łucja Wydrowska-Biedunkiewicz
Łucja Wydrowska-Biedunkiewicz (ur. 10 października 1929 w Mołodecznie) – polska lekarka, Honorowy Obywatel Miasta Tczewa.

## Życiorys
Absolwentka Akademii Medycznej w Gdańsku.
Od 1998 do 2006 radna rady miejskiej w Tczewie i powiatu tczewskiego; do wyborów samorządowych w 1998 startowała z listy AWS.
W 1999 otrzymała nagrodę im. Aleksandry Gabrysiak (Doktor Oli) przyznawaną od 1994 przez Okręgową Izbę Lekarską w Gdańsku. Nagroda przyznawana jest instytucjom oraz lekarzom indywidualnym, którzy poza pracą zawodową w sposób szczególny zasłużyli się w bezinteresownym niesieniu pomocy potrzebującym osobom chorym i wymagającym troski.
W 2002 startowała do wyborów z listy Komitetu Wyborczego "Samorządność dla Tczewa", którego była współzałożycielką.
13 sierpnia 1990 wraz z Lechem Wałęsą, ks. Stanisławem Cieniewiczem i Bogdanem Borusewiczem, otrzymała tytuł Honorowego Obywatela Tczewa za upowszechnianie ideałów „Solidarności”.